# Bonamia ovalifolia
Bonamia ovalifolia là một loài thực vật có hoa trong họ Bìm bìm. Loài này được (Torr.) Hallier f. mô tả khoa học đầu tiên năm 1893.